# Anne Ramoni
Anne Ramoni (Lausana, 21 de agosto de 1964) es una soprano y profesora de Vaud.

## Biografía
Anne Ramoni pasó su infancia en Madagascar, de 1966 a 1978, estudiando en escuelas francesas. Cultivó su gusto y su talento por la música en el entorno familiar, donde aprendió flauta dulce y teoría musical con su madre. En 1978, volvió a Suiza, y asistió al gimnasio de Yverdon-les-Bains, donde obtuvo el bachillerato científico en 1983. Durante este período, comenzó realmente a estudiar música, primero piano y luego canto. Anne Ramoni buscó entonces su camino, entre la canción y la medicina. En 1984 obtuvo un diploma en enfermería en la clinique de la Source en Lausanne, y trabajó como enfermera mientras estudiaba música en el Conservatorio de Lausanne, en las clases preprofesionales y profesionales de Jane Mayfield. Siguió sus dos carreras simultáneamente hasta mediados de la década de 1990, pero después de obtener un diploma de profesora de canto en el Conservatorio de Lausana en 1995 y un diploma superior de canto en el mismo lugar en 1996, detuvo definitivamente su carrera de enfermería en 1998 y obtuvo un máster en canto, en Ginebra, en 1999, en la clase de Maria Diaconù.
Anne Ramoni no se limita a un género, sino que explora todos los horizontes musicales, trabajándolos con muchas personalidades musicales contemporáneas; la técnica con Anthony Rolfe Johnson en Londres; la cuestión del sonido y la escucha con Tomatis en París; la música contemporánea con François Margot, Jean Balissat y Dominique Gesseney-Rappo (con quien grabó en 1999 el disco Le signe de Sarepta); la comedia musical con Denise Bregnard; la melodía francesa con Hugues Cuénod; el repertorio romántico con Michel Tabachnik e Isabelle Henriquez. En 2010, finalmente se dedicó a una interpretación vocal más lírica, y cantó la sinfonía de Lobgesang de Mendelssohn y el Vier letzte Lieder de Richard Strauss.
Encargada de la técnica vocal en el Coro Universitario de Lausana entre 1995 y 2006, perfeccionó sus habilidades como maestra de canto de los coristas dirigidos por Jean-Christophe Aubert. Desde entonces, ha intervenido en la formación de futuros directores de coro para la Association Vaudoise des Directeurs de Chœurs (AVDC, Asociación de Directores de Coros de Vaud), la Société Suisse de Pédagogie Musicale (Sociedad Suiza de Pedagogía Musical, SSPM) o la Association des Professeurs de Chant de Suisse (Asociación de Profesores de Canto de Suiza, APCS). Desde entonces, una parte importante de su actividad profesional la ha dedicado al frente de coros y de sus directores en toda la Suiza francófona, como René Falquet, a quien asiste en la dirección del Grand Atelier d'A Cœur Joie, o Pascal Mayer dentro del Coro Pro Arte, en Lausana. También imparte clases privadas a estudiantes aficionados, en su mayoría coristas. Por último, imparte regularmente conferencias, seminarios y retiros en Crêt-Bérard, donde explora los vínculos entre la voz y la espiritualidad.
Anne Ramoni es invitada regularmente a hablar en la radio, donde se la puede escuchar en emisiones de la Radio Suisse Romande, Radio Paradiso o Disques en Lice. Finalmente, ella es la iimpulsora de la acción «3 minutos de silencio a la semana por la paz mundial».